# 노상선우
노상선우(老上單于 ? ~ 기원전 161년, 재위: 기원전 174년 ~ 기원전 161년)는 기원전 2세기 초의 흉노의 선우이다. 성은 연제(攣鞮)며 이름은 계육(稽粥)이다. 묵돌선우의 아들이다.

## 생애
기원전 174년, 아버지가 죽자 그 뒤를 이어 선우가 됐다. 아버지 대에 전한과 맺은 화친대로 문제가 보낸 전한 종실의 옹주(제후왕의 딸)과 혼인해 연지로 삼았다. 이때 환관 중항열이 문제의 억지로 연지 호송대에 참여했는데, 오자마자 흉노에 투항하니 그를 중용했다. 그래서 중항열의 조언을 받아들여 한나라의 비단과 음식 대신 흉노의 복식을 귀하게 여기게 하고, 백성과 가축을 조사해서 과세하는 제도를 시행했다. 또 한나라에서 보내는 외교 서신용 한 자 한 치 목독에 대응해 흉노에서 한나라에 보내는 목독을 한 치 더 긴 한 자 두 치 규격으로 정하고, 문구도 한나라보다 흉노를 더 높이게 했다. 이외에도 여러가지로 선우에게 도움이 되는 중항열의 가르침을 받았다.
기원전 166년, 기병 14만 명을 보내 한나라의 조나현과 소관을 쳐서, 북지도위 손앙을 죽이고 백성과 가축을 노략질하고, 팽양현까지 진출했다. 또 회중궁을 불태후고, 척후는 감천궁까지 이르렀다. 한나라에서 전차 천 대와 기병 10만을 일으키고 반격에 나서자, 한나라 장성 편에서 한 달 동안 머물다가 돌아가 양 군은 충돌하지 않았다. 해마다 한나라를 노략질했는데 특히 운중군과 요동군을 가장 심하게 털었고 대군에서도 만여 명에게 피해를 주었다. 한나라가 이에 사자를 보내자 당호 겸 저거 조거난(雕渠難)과 낭중 한료(韓遼)를 보내 사과하고 서로 화친하고자 했다. 한나라도 이에 응하니 화친이 성립됐고, 흉노와 한나라는 서로 국경을 넘지 않기로 했다.
기원전 161년, 죽어 아들 군신선우가 뒤를 이었다.
재위 중 월지를 공격해 그 왕을 죽여 머리로 술그릇을 만드니, 이미 묵특선우의 공격으로 쇠약해진 월지는 서쪽으로 옮겨가게 된다. 이 월지왕 해골 술잔은 기원전 43년 호한야선우가 전한의 한창·장맹과 맹약할 때 쓰였다.

## 출전
- 반고: 《한서》 권94 상 흉노전 상·권96 서역전

| 전임 묵돌선우 | 흉노의 선우 기원전 174년 ~ 기원전 161년 | 후임 군신선우 |